# Adrian Cole
Adrian Lindley Trevor Cole (Glen Iris, 19 giugno 1895 – Melbourne, 14 febbraio 1966) è stato un militare australiano, pilota durante la prima guerra mondiale e la seconda guerra mondiale.

## Biografia
Adrian Cole è stato un alto comandante della Royal Australian Air Force (RAAF). Nel 1916 ha preso parte al 1º Battaglione nel Medio Oriente e nel 2º Battaglione sul fronte occidentale, guadagnandosi così, tramite numerose vittorie, la Military Cross e la Distinguished Flying Cross. Nel 1921 contribuì alla nascita della RAAF.
"King" Cole (questo era il suo soprannome in guerra) dopo aver militato diversi anni come soldato semplice nel 1935 fu promosso a capitano. L'anno successivo fu nominato primo ufficiale della sede di Richmond. Durante la seconda guerra mondiale, Cole ha combattuto in Nord Africa, Inghilterra, Irlanda del Nord, e Ceylon. Nel raid di Dieppe del 1942 è stato ferito in azione e insignito dell'onorificenza Distinguished Service Order. Cole decide di congedarsi nel 1946. 
Morì esattamente 20 anni dopo, nel 1966 a Melbourne.